# Люцерн (кантон)
Люце́рн (нем. Luzern; фр. Lucerne; итал. Lucerna; романш. Lucerna) — немецкоязычный кантон в центре Швейцарии. Административный центр — город Люцерн. Население — 420 239 человек (7-е место среди кантонов; данные на 2021 год).

## География

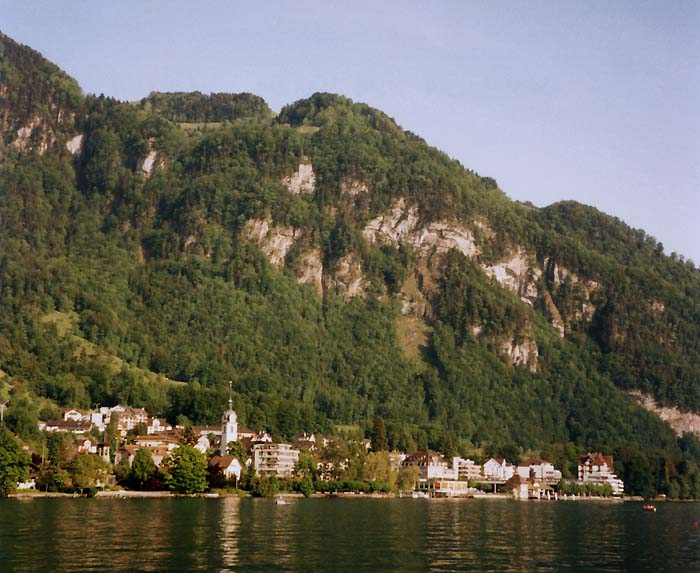
Коммуна Вицнау на берегу озера Люцерн

Расположен в центре Швейцарского плато. Административный центр кантона (город Люцерн) расположен на берегу Фирвальдштетского озера. Площадь — 1493 км² (9-е место среди кантонов).

## История
Кантон стал частью Швейцарской Конфедерации в 1332 году.

## Административное деление

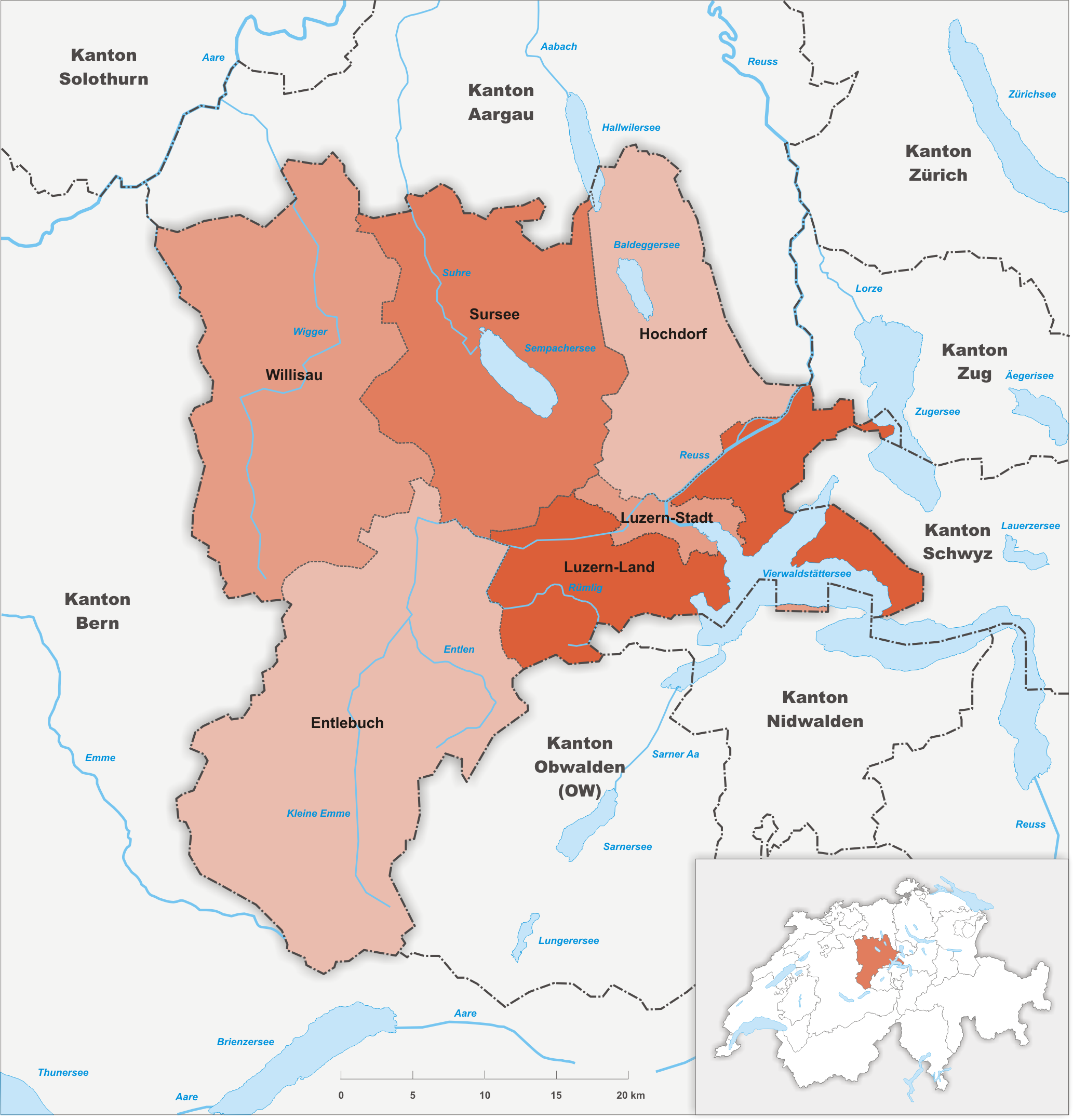
Избирательные округа кантона Люцерн

До 2012 года кантон делился на 5 управленческих округов (нем. Amt). Округа утратили свои управленческие функции согласно конституции кантона 2007 года. 1 января 2013 года все управленческие округа кантона Люцерн были упразднены. Были созданы 6 избирательных округов (нем. Wahlkreis).
| Избирательный округ | Управленческий округ (до 2012)     |
| ------------------- | ---------------------------------- |
| Энтлебух            | Энтлебух + коммуна Вольхузен       |
| Хохдорф             | Хохдорф                            |
| Люцерн-Ланд         | округ Люцерн, кроме коммуны Люцерн |
| Люцерн-Штадт        | коммуна Люцерн                     |
| Зурзе               | Зурзе, кроме коммуны Вольхузен     |
| Виллизау            | Виллизау                           |

## Экономика
Около 90 % земель используется в сельскохозяйственных нуждах, но промышленность также развита.
Основная производимая продукция: зерновые, фрукты и продукты животноводства. Промышленность в основном текстильная, машиностроение, целлюлозно-бумажная, деревообрабатывающая, а также табачная промышленность и металлургия.
В муниципалитете Менцнау расположена штаб-квартира крупного производителя ламинатных покрытий — компании Kronoswiss.
Важную роль в экономике региона играет туризм. Кантон Люцерн принимает туристов, прибывающих для отдыха в Альпах. Существенная часть пассажиропотока между Германией и Италией проходит через кантон.